# Neurosis
Neurosis (englisch für Neurose) ist eine Post-Metal-Band aus Oakland, USA.

## Bandgeschichte
Neurosis begann 1985 mit einer Mischung aus Hardcore und Punk. Ihr erstes Album, Pain of Mind, erschien 1988. Zwei Jahre später wurde vom Pop-Punk-Label Lookout! Records das Zweitwerk The Word as Law veröffentlicht. 
Die Band veränderte im Laufe der Zeit ihren Stil weg vom schnell gespielten Hardcore hin zu einer langsam gespielten Variante mit düsteren Elementen. Nach dieser Entwicklung vertritt die Band heute eine progressive Spielart des Doom Metal und Ambient. Neurosis gilt als großer Einfluss für viele Bands im Underground und in der Metal-Szene, darunter u. a. Isis, die Death-Metal-Band Disbelief und die Band Mastodon. Die Metal-Szene war dabei jedoch nicht die ursprüngliche Zielgruppe von Neurosis; die Band hegte z. B. in Interviews in der Regel eine Abneigung gegen die oberflächliche Ästhetik und die Selbstdarstellung, die für dieses Genre typisch ist. Dies stellt eher die Grundhaltung des ursprünglichen Umfelds von Neurosis – nämlich Punk bzw. Hardcore – dar. In diesem Zusammenhang ist folgendes Zitat von Sänger Scott Kelly überliefert:

„Die Hippies sind und bleiben unsere Erzfeinde, weil sie vorgaben, Kinder der Natur zu sein, aber in Wirklichkeit ihre Natur geleugnet haben. Sie glaubten ihre ‚happy family‘, dieses dumpfe Leben in Liebe, Drogen, und Tanz wäre ein Ausdruck von Freiheit, habe etwas mit Natur zu tun. Blindheit war es! Mir wird schlecht, wenn ich all diese Gestalten vor mir sehe, wie sie damals auf einem Grateful Dead-Konzert mit Grinsen im Gesicht abhingen und nur noch ein verzücktes ‚La la la‘ wimmern konnten. Das ist die Vision der Hölle: eine unzählbare, gezähmte Masse von grinsenden Gesichtern.“

Die Band hat inzwischen ihr eigenes Label gegründet: Neurot Recordings. 2003 kollaborierte Neurosis mit der Sängerin Jarboe (ex-Swans) auf einer Albumaufnahme (Neurosis & Jarboe, 2003). Die Bandmitglieder Steve von Till, Scott Kelly und der Visual Artist Josh Graham sind in zahlreiche Musikprojekte (u. a. Blood & Time, Isis, Red Sparowes, A Storm of Light, Shrinebuilder, Corrections House) involviert. Nach der Veröffentlichung ihres  Albums Given to the Rising (2007) begab sich Neurosis im Spätsommer 2008 auf ausgedehnte Europatournee. Vorher stellte Scott Kelly sein zweites Solo-Album The Wake vor. 2011 folgten zahlreiche Konzerte in Nordamerika und Europa.
2012 erschien das zehnte Studioalbum Honor Found in Decay. In diesem Zusammenhang absolvierte die Band viele Auftritte in Amerika und begab sich Mitte 2013 auf eine Europa-Tournee.
2022 verkündete Kelly sein Ausscheiden aus der Band und aus dem Leben als Musiker, da er seine Familie jahrelang auf verschiedenen Ebenen sehr schlecht behandelt habe und sich ihr Vertrauen neu erarbeiten müsse.

## Stil
Während die ersten Alben Pain of Mind und The Word as Law noch als Mischung aus Post-Hardcore und Thrash Metal galten, definierten sie mit Souls at Zero und den nachfolgenden Alben eine Mischung aus Hardcore Punk und Doom Metal mit Einflüssen aus Post-Rock, Ambient und Progressive Rock die als Post-Metal bekannt wurde. Dave Edwardson beschrieb Jahre nach der Veröffentlichung den Stil des Albums Enemy of the Sun als „Sludge/Tribal-Festival“. Der Riff-lastige Klang von Neurosis ist geprägt durch Drone-Sounds und den gesanglichen Wechsel zwischen Steve von Till und Scott Kelly.
Trotz des Hangs zum Experiment entsteht die Musik nicht in Jamsessions. Kelly nennt den Entstehungsprozess der gemeinsam geschriebenen Musik generell „harte Arbeit“, welche darauf abziele, dass „jeder in der Band hundertprozentig mit einer Passage zufrieden sein muss“.

## Einfluss
Der Band wird insbesondere aufgrund der frühen Alben im Genre ein Pionierstatus für den Post-Metal zugeschrieben. So hebt auch Lars Brinkmann für die Zeitschrift Spex die Bedeutung des Albums Souls at Zero für den Post-Metal und artverwandte Musikbereiche hervor.

„Im fernen San Francisco von den sonnenverwöhnten Kollegen Neurosis eingespielt, konzentrierte sich auf diesem Album alles, was in den nächsten 15 Jahren Hunderte von Bands brauchten, um sich an den Schnittstellen Metal/Hardcore und Noise/Rock wund reiben zu können. Dennoch hat es bis heute keine Band geschafft, im Leid ähnlich heftige Orkane zu entfesseln und dabei mit schwelgerischem Pathos sowohl Musikhallen wie auch besetzte Häuser zum Beben zu bringen.“

Diverse Interpreten des Genres beziehen sich auf die Band oder werden mit ihr verglichen. Unter anderem nennen Amenra, Dirge, Buried Inside, Overmars und Zatokrev Neurosis einen bedeutsamen Einfluss, für weitere Interpreten wie Year of No Light oder Mouth of the Architect werden Neurosis als Vergleichsgröße zur Stilbeschreibung herangezogen.

## Diskografie

### Alben
- 1988: Pain of Mind (Alchemy Records) (1990 und 1994, Alternative Tentacles Reissue) (1999, Neurot Recordings Reissue)
- 1990: The Word as Law (Lookout! Records)
- 1992: Souls at Zero (Alternative Tentacles) (1999, Neurot Recordings Reissue)
- 1993: Enemy of the Sun (Alternative Tentacles) (1999, Neurot Recordings Reissue)
- 1996: Through Silver in Blood (Relapse Records)
- 1999: Times of Grace (Relapse Records)
- 2001: A Sun that Never Sets (Relapse Records)
- 2003: Neurosis & Jarboe (Neurot Recordings/Relapse Records)
- 2004: The Eye of Every Storm (Neurot Recordings)
- 2007: Given to the Rising (Neurot Recordings)
- 2012: Honor Found in Decay (Neurot Recordings)
- 2016: Fires Within Fires (Neurot Recordings)

### Singles und EPs
- 1989: Aberration (Lookout! Records)
- 1990: Empty (1990, Allied Records) (1991, Your Choice Records Reissue)
- 1996: Locust Star (Relapse Records)
- 1999: In these Black Days Vol. 6 (Split-EP mit Soilent Green, Hydra Head Records)
- 2000: Sovereign (Neurot Recordings)

### Offizielle Bootlegs
- 2000: Short Wave Warfare (Re-Release eines zuvor inoffiziellen Bootlegs, Neurot Recordings)
- 2002: Live in Lyon (Neurot Recordings)
- 2003: Live in Stockholm (Neurot Recordings)
- 2010: Live at Roadburn 2007 (2010, Neurot Recordings/Roadburn Records)

### Videoalben
- 2002: A Sun that Never Sets (Relapse Records, Neurot Recordings)